# Zehneria tahitensis
Zehneria tahitensis är en gurkväxtart som beskrevs av W.J.de Wilde och Duyfjes. Zehneria tahitensis ingår i släktet Zehneria och familjen gurkväxter. Inga underarter finns listade i Catalogue of Life.